# Pefkiás
Pefkiás är en ort i Grekland.   Den ligger i prefekturen Nomarchía Anatolikís Attikís och regionen Attika, i den sydöstra delen av landet, 40 km norr om huvudstaden Aten. Pefkiás ligger 85 meter över havet och antalet invånare är 233.
Terrängen runt Pefkiás är platt norrut, men söderut är den kuperad. Havet är nära Pefkiás norrut.Runt Pefkiás är det ganska tätbefolkat, med 144 invånare per kvadratkilometer. Närmaste större samhälle är Chalkída, 18,2 km nordväst om Pefkiás. Trakten runt Pefkiás består till största delen av jordbruksmark.